# Kuligod, Gokak
Kuligod là một làng thuộc tehsil Gokak, huyện Belgaum, bang Karnataka, Ấn Độ.